# Festa Major del Corpus de Cornellà de Llobregat
La Festa Major del Corpus de Cornellà de Llobregat representa la Festa Major municipal de Cornellà de Llobregat, i és per tant la celebració lúdica més important d'aquesta ciutat del Baix Llobregat. El seu nom i la seva data de celebració estan directament lligades amb la festivitat catòlica del Corpus Christi, tot situant-ne l'inici el dijous següent a l'octava de Pentecosta i durant quatre dies, fins al diumenge següent.
Si bé en el passat el Corpus i Festa Major és celebraven per separat i representaven tradicions i elements folklòrics diferents, fou amb l'arribada de la Revolució Industrial quan es van unificar les dues festes —responent doncs a les necessitats econòmiques de les fàbriques. La bibliografia existent no permet determinar amb precisió l'inici cronològic dels primers Corpus a Cornellà, donada la destrucció massiva de documents de l'arxiu municipal l'any 1870, durant la Revolta de les Quintes.

## Orígens religiosos del Corpus
En els seus inicis, i en molts llocs encara avui, aquesta celebració representa un dels grans esdeveniments litúrgics i religiosos anuals dintre de la religió catòlica. A més molts municipis hi feien coincidir les seves festes locals. El Corpus Christi commemora el gran misteri del Cos de Jesucrist Sagramentat (Eucaristia), segons ho disposà una butlla papal expedida per Urbà IV l'any 1264, ordenant que se celebrés cada any durant el primer dijous un cop passada l'Octava de Pentecosta. La celebració fou confirmada al 1311 pel Concili de Viena i santificada pel Papa Joan XXII l'any 1316. Barcelona va ésser una de les primeres ciutats a celebrar la festivitat amb una processó pública però a poc a poc s'anà escampant per tota Catalunya.
El més característic de la festa solia ser una gran processó que sortia pels carrers de les poblacions. Tenia un ordre protocol·lari molt estricte. Participava el poble però també les màximes autoritats civils, militars, eclesiàstiques i gremials. Abans i després de la marxa solemne era comú veure entremesos populars vulgaritzant passatges bíblics. També hi trobàvem elements de tradicions populars més antigues i de caràcter profà com gegants, dracs i bèsties de foc. Aquests elements aliens a la processó es van apropiar de la festivitat, fins que les institucions els ho varen prohibir.
Obria la processó l'anomenada trampa, parella de timbalers que, vestits segons els hàbits medievals dels joglars i cavalcats, anaven tocant dues grosses timbales. Després venien els gremis i darrere d'ells els ordres religiosos. Davant del santíssim hi anava l'anomenada música sorda, de corda, ja que es considerava irreverent que la música fos massa estrident i forta. Amb el pas del temps i amb la pèrdua del caràcter estrictament religiós, aquests conjunts seran substituïts per bandes de música. Aquests obrien pas a la colla de la parròquia que tenia el Sagrament. La Sagrada Forma anava il·luminada amb una escorta de persones que, col·locades en ordre rigorós, la flanquejaven portant un ciri blanc cadascuna.
Una de les cerimònies més importants de la litúrgia popular del Corpus eren els acataments. Consistien a abaixar davant del Santíssim les senyeres dels gremis, confraries i d'altres entitats com a acte de fidelitat i submissió. En una de les places o carrers, generalment ja una mica avançada la corrua, guarnien un altar. En arribar-hi el sacerdot amb la custòdia, la dipositava en l'altar i l'encensava. Les autoritats s'asseien per presenciar els acataments. Les senyeres desfilaven per davant de l'altar, d'una en una. Quan eren davant l'altar, els dos cordoners, s'avançaven i seguint un cerimonial de reverència, procedien a l'acatament de la seva senyera.

## Consolidació de la Festa major
La Festa Major de Cornellà s'havia celebrat el dia de la Mare de Déu d'Agost, tot coincidint amb la data en què festejaven la seva festa gran la majoria dels pobles de Catalunya, data també en la que els pagesos pagaven els censos i els arrendaments. El poble honrava la seva patrona assistint als actes religiosos que revestien gran solemnitat i devoció. Molts veïns agrupats per confraries, es dedicaven a embellir i guarnir la parròquia per tal de deixar-la bonica. El repicar de les campanes anunciava la festa i era costum matar algun cap d'aviram per fer-hi un bon àpat. L'endemà se succeïen els diferents actes populars, que generalment, se celebraven davant l'Hostal i en l'anomenada Plaça del Corral, just on avui es troba la plaça de Lluís Companys. Allà s'hi instal·laven els venedors ambulants, les atraccions de titelles, els dansaires i còmics i les petites atraccions com els cavallets per als nens. Aquestes funcionaren fins a 1913 mogudes per la força d'un manubri.
Durant aquesta celebració era comú veure conjunts de dones vestides a l'estil del Ball de Gitanes, acompanyades per instruments semblants als acordions k que ballaven una mena de jotes anomenades popularment chichirinelles, l'actuació de les quals era retribuïda a través de la voluntat del públic. A partir de 1845, Cornellà registrà un desenvolupament important amb la construcció del Canal de la Infanta, tot impulsant la creació d'indústries i el pas del ferrocarril. Se sap que al 1854 la festa no se celebrà degut a una epidèmia de còlera.
Malgrat les noves entitats que van començar a aparèixer a la ciutat, la Parròquia, per tal d'obrir les seves portes a la gent jove, també oferia la possibilitat d'utilitzar els seus locals o propietats durant la Festa Major. L'aparició de l'associacionisme incorporarà a la Festa Major nous elements i manifestacions que durant molts anys caracteritzaran la festa grossa de Cornellà. Aquests elements suposaran un enriquiment de les diferents propostes que oferia la Festa, i que abans, amb els mitjans del Comú i en molts casos per la manca d'espais condicionats no havien estat possibles. Per exemple a partir de 1875 s'incorpora a la festa el tradicional castell de focs d'artifici. També comença, a partir d'aquesta data, a ser habitual l'aparició de carruatges ben guarnits. Sembla que a Cornellà, les corrues de vehicles arribades dels diferents pobles eren considerables i omplien d'ambient festiu la localitat. Tot i ser celebrada el 15 d'agost, la Festa Major tenia també la seva processó el dia de Corpus.
A partir de 1899, es va decidir per primer cop organitzar les actes de la Festa Major en un envelat en comptes de fer-ho dintre de locals. Aquest envelat fou aixecat al paratge denominat aleshores d'Els horts del Paticu —situat avui dia entre els carrers de Josep Recort i de l'Almirall Vierna, al barri Centre. Sembla que la iniciativa obtingué un gran ressò, d'acord amb la gran quantitat de visitants d'altres pobles que vingueren fins a Cornellà. Sota l'envelat s'hi celebraren diversos balls a càrrec de músics de la ciutat que utilitzaven el nom d'Unió Artística, que serà els precursors de la posterior Artística Llobregatina, antecedent històric de la Cobla Principal del Llobregat. Ja a primers del segle xx, comencen a figurar entre els diferents actes de la Festa Major les curses ciclistes. La primera pista existent per a la pràctica d'aquest esport fou habilitada en els terrenys compresos entre l'estació de la RENFE i el Revolt Negre. La Festa Major de Cornellà, era doncs, arribats els primers anys del segle XX una de les més destacades de la comarca caracteritzada pels seus oficis solemnes, el seu envelat i les festes de les altres entitats: L'Avenç, La Unió Coral, La Unió Social i Centre Catòlic.

## El Corpus o Festa Major actual

### Primeries del segle XX i unificació de la Festa Major
El creixement industrial que es donà a partir de 1916 desembocà en que molt aviat la població industrial superés l'agrícola. Això motivarà que les diferents indústries locals plantegessin sense trigar massa un canvi de dates atenent als seus interessos davant l'obligació d'aturar la producció a mitjans d'agost per a la celebració de la Festa Major, a més d'altres festes, algunes movibles, i fins i tot properes a les del 15 d'agost com les del Corpus. Per això proposaran fusionar ambdues dates i traslladar la Festa Major de la tradicional Mare de Déu d'Agost a la del Corpus, amb l'excusa que així els treballadors disposarien de quatre dies per poder celebrar tota mena d'actes i festes.
Assimilat el canvi de data i amb el naixement de noves entitats com el cas de l'Orfeó Catalònia es va configurar, ja abans de la Guerra Civil, una Festa Major molt semblant a com l'entenem actualment: descentralitzada i confeccionada a partir de les diferents activitats i propostes que cada entitat organitzava. L'envelat, costejat per les diferents entitats que no tenien un local ampli continuava essent l'espai principal de trobada, mentre que l'Ajuntament es limitava a pagar els actes més costosos com el castell de focs.
Durant la dècada dels anys 30, doncs, s'anaren consolidant les diferents entitats esportives que van incorporar al programa les seves activitats (curses ciclistes, rugbi, futbol, etc.). Un cop arribat el període de la Segona República, en cap moment es prohibí cap mena de celebració litúrgica religiosa, si bé el programa mutà progressivament a esdeveniments majoritàriament laics.

### Mitjans del segle XX i influència franquista
La victòria del feixisme després de la Guerra Civil espanyola i el posterior desenvolupament de les tesis nacional catòliques franquistes, amb una organització de Festa Major en la qual els actes religiosos, van ser novament l'eix central de la celebració del Corpus. A més a més, el procés de desenvolupar aquesta celebració fou aclaparat per tres sectors que, tot menystenint l'esperit religiós, aprofitaren aquests actes com un aparador de la rellevància social, per damunt de les significacions religioses que aquestes suposaven. A partir d'aquestes prioritats, el règim franquista bastí diferents fórmules de captació i organització veïnal que van comportar la desaparició de les fórmules d'associacionisme democràtic i alhora van servir de plataforma per treballar per la causa nacional: Acció Catòlica, Adoración Masculina y Femenina, Les Filles de Maria o Falange. Es mantingueren moltes de les activitats que es feien, però quedaren tenyides amb elements patriòtics i del règim.
Una de les activitats noves imposades pels patrons franquistes fou la cursa de braus celebrada al 1945. Tot i així, el pes principal de la Festa Major el van continuar portant les entitats que hi havien sobreviscut a l'arribada del franquisme. La Festa Major d'aquesta primera meitat de segle i en especial a partir dels anys 40, es caracteritzà finalment per ser festa de balls en envelats adornats amb miralls, llums i cornucòpies, amb les seves llotges. Eren festes de processons solemnes i de caràcter estrictament religiós.
Un dels factors clau en l'evolució del creixement de la població dels anys 60 i 70 afectà profundament la columna vertebral d'aquesta Festa Major reduïda i concentrada en el nucli antic de Cornellà. Als nous nuclis de població sorgien festes de barri lligades íntimament al nou associacionisme reivindicatiu, mentre que la tradicional Festa Major s'anava convertint de facto, sota el patrocini dels últims ajuntaments franquistes, en la festa del barri Centre, i era constituïda bàsicament per actes encarcarats i poc lligats a la realitat social de Cornellà. El 1970 es deixà de celebrar la tradicional processó i a partir de 1969 desapareixen els envelats pel seu car muntatge. Aquesta situació va fer que la festa s'escampés per zones noves (sovint amb edificis i carrers inacabats) i això creà desencant en les entitats històriques propulsores de la Festa Major.

### Celebració contemporània
Donats els problemes que s'havien viscut a les darreries del franquisme per trobar una celebració que representés homogèniament tot el municipi, el primer ajuntament escollit a les urnes i encapçalat per Frederic Prieto i Caballé, afrontà aquesta herència amb un esperit de fer la Festa Major per a tot Cornellà. Això es concretà en una descentralització major dels actes, fins i tot dels més importants, i amb la incorporació de les iniciatives de les associacions de veïns i d'altres entitats per mirar de recuperar el sentit global i participatiu.
A partir de l'inici de la dècada de 1980, l'organització començà a recaure fonamentalment sobre l'ajuntament. Es van mantenir les activitats tradicionals com la sarsuela o el sopar de la Recordança al Patronat de Cornellà de Llobregat, el tongo de lluita lliure i el ball de gala. Es van mantenir les tradicions de les típiques catifes de flors de Corpus al barri del Pedró i els recitals flamencs com a resultat de la integració de la onada migratòria andalusa al nou barri de Sant Ildefons. Posteriorment s'hi incorporaren les celebracions de la festa gallega a Can Mercader, el ball de diables, la dansa local pròpia de La Gallarda del Pou (en el passat celebrada durant el Carnaval) i, més endavant, amb altres activitats i actes complementaris com el Corndefoc (1984), el Toc de Corn, la diada castellera o els concerts a la Plaça de Catalunya del barri de la Gavarra.

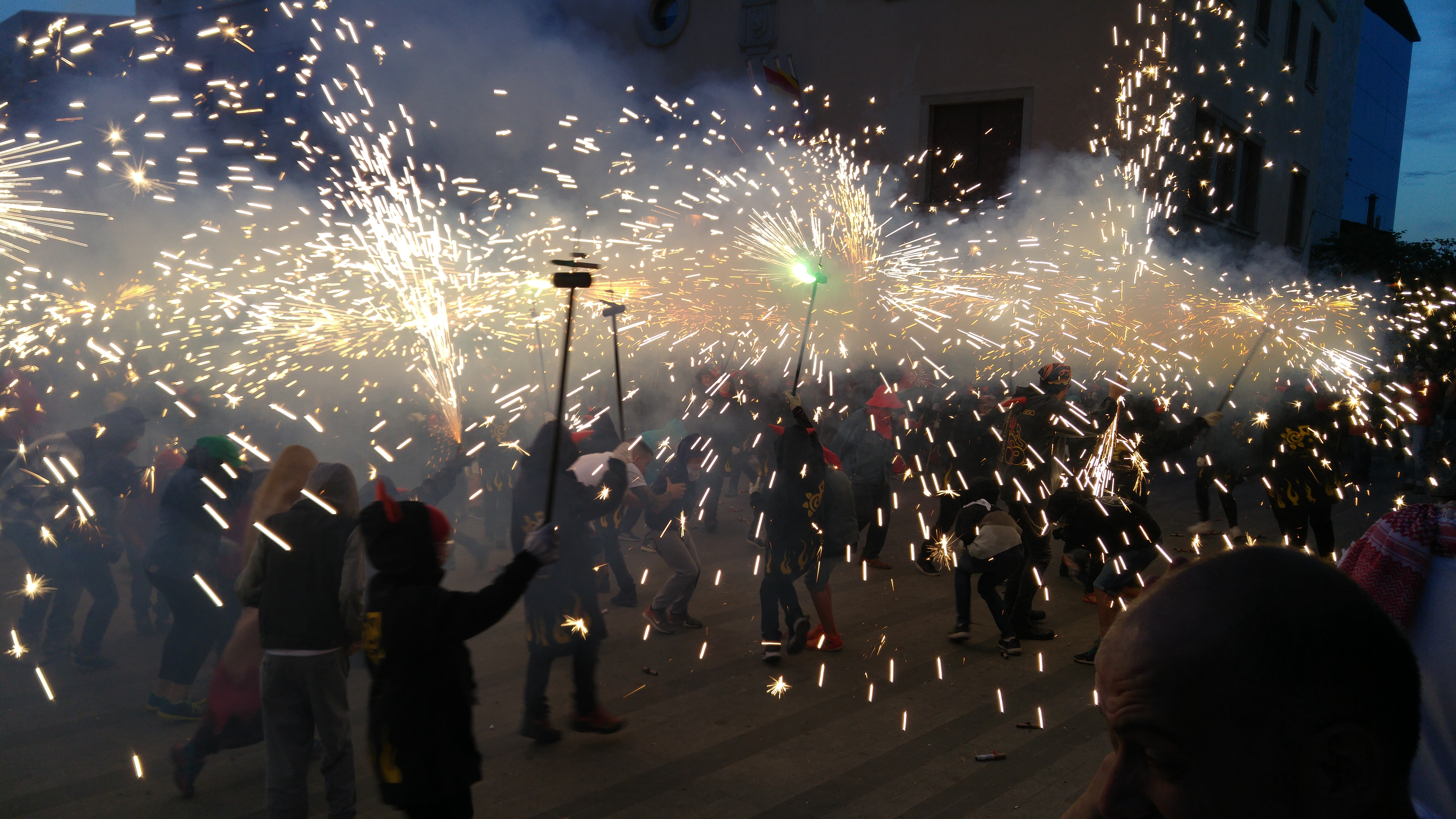
Ball de diables durant la Festa Major del Corpus de 2018.